# Banda de Boca
Banda de Boca é um grupo vocal brasileiro de Salvador, Bahia. formado em 1999. Começou como sexteto. Em 2005 definiu-se como quinteto e voltou a ter seis integrantes em 2012.
Os integrantes atualmente são: Hiran Monteiro, Poliana Monteiro, Fábio Eça, Arno Júnior, Simei Ferreira e Taric Marins. A maioria deles é graduada em música pela Universidade Federal da Bahia.
Hiran Monteiro é o idealizador, fundador e principal arranjador do grupo.
A principal característica da Banda de Boca é o canto a capella, isto é, sem utilizar instrumentos, e com ênfase na reprodução do som de instrumentos musicais com a voz. Em seu trabalho musical pode-se perceber influências da MPB, jazz, pop, rock, e música erudita. São grandes influências: Hermeto Pascoal, Tom Jobim, Guinga, Beatles, Take 6, Lenine, Gilberto Gil, entre outros.
Umas das principais características da Banda de Boca é a sonoridade e os arranjos inusitados, especialmente quando interpreta canções de compositores conhecidos, embora o grupo também tenha composições próprias.
Em 2002 o grupo alcançou o 2º lugar no Prêmio VISA de Música Popular Brasileira - Edição Vocal, e passou a ganhar reconhecimento em todo o Brasil.
Em 2004 e 2005 eles ganharam quatro Troféus Caymmi, principal premiação da música na Bahia.
A Banda de Boca tem sido reconhecida e elogiada por renomados artistas musicais de todo o país, que impressionados com a qualidade musical do grupo passaram a requisitá-lo para participar de seus shows e gravações. O grupo já dividiu o palco com grandes nomes nacionais como Tom Zé, Nando Reis, Paulinho Moska, Edson Cordeiro, Margareth Menezes, Hermeto Pascoal e Toninho Horta, e gravou com Caetano Veloso, Daniela Mercury e Carlinhos Brown.
A Banda de Boca mostra influências de outros grupos vocais, brasileiros e estrangeiros, como Boca Livre, Os Cariocas, Take 6, The Real Group, The Singers Unlimited, Vox One, Vocal Sampling e outros. Ainda assim, desenvolveu um estilo de arranjos bem particular e sofisticado, diferenciando-se de outros grupos brasileiros. 
Em 2010 a Banda de Boca recebeu uma indicação ao Latin Grammy Awards na categoria disco infantil pelo álbum "MPB pras Crianças".
O grupo prepara um novo álbum a ser lançado em 2020. 

## Discografia
- Banda de Boca, 2004 (independente, tiragem esgotada)
- Banda de Boca, 2007 (Atração Fonográfica)
- MPB pras Crianças, 2009 (Biscoito Fino)